# Gonzalo Ordóñez
Gonzalo Ordóñez (Gonçalo Ordoñez). (m. Uclés, 1204). Fue el 5.º maestro de la Orden de Santiago, entre 1203 y 1204, en una época algo convulsa de esta Orden.

## Biografía
Resultó elegido una primera vez por los caballeros del Reino de León, en oposición a don Gonzalo Rodríguez, por lo que algunos autores lo describen como antimaestre.
A la muerte de don Gonzalo Rodríguez volvió a ser elegido en Uclés por todos los caballeros de la Orden, así del reino de Castilla, como del reino de León, en 1203.
Murió don Gonzalo Ordóñez al año siguiente, 1204, siendo sepultado en el convento de Uclés, donde recibieron sepultura los maestres de la orden desde su traslado a este convento.